# John Smith (graveur)
Pour les articles homonymes, voir John Smith et Smith.
Ne doit pas être confondu avec John Raphael Smith.
John Smith, dit aussi pour le distinguer John Smith I of Daventry (1652-1742) est un graveur et marchand d'estampes britannique, spécialisé en manière noire, qui produisit plus de 500 pièces.

## Biographie
John Smith est né à Daventry dans le Northamptonshire sans doute en 1652.
Il s'installe à Londres, et entre comme apprenti auprès d'un peintre nommé Tillet installé du côté des Moorfields. Puis il est initié à la manière noire auprès des graveurs Isaac Beckett et Jan van der Vaardt. Avant 1696, il devient l'un des graveurs attitrés du peintre Godfrey Kneller, traduisant bon nombre des toiles de ce dernier, et chez qui John est même réputé avoir un temps vécu.
En 1700, il ouvre son propre atelier et une échoppe à l'enseigne du Lyon and Crown sur Russell Street à Covent Garden.
Il se retire à la fin de sa vie dans le Northamptonshire où il meurt le 17 janvier 1742, âgé de 90 ans. Il est enterré sur les terres de la paroisse de St Peter à Northampton, où une inscription funéraire rappelle son souvenir, ainsi que celui de son épouse, Sarah, morte en 1717.

## Œuvre

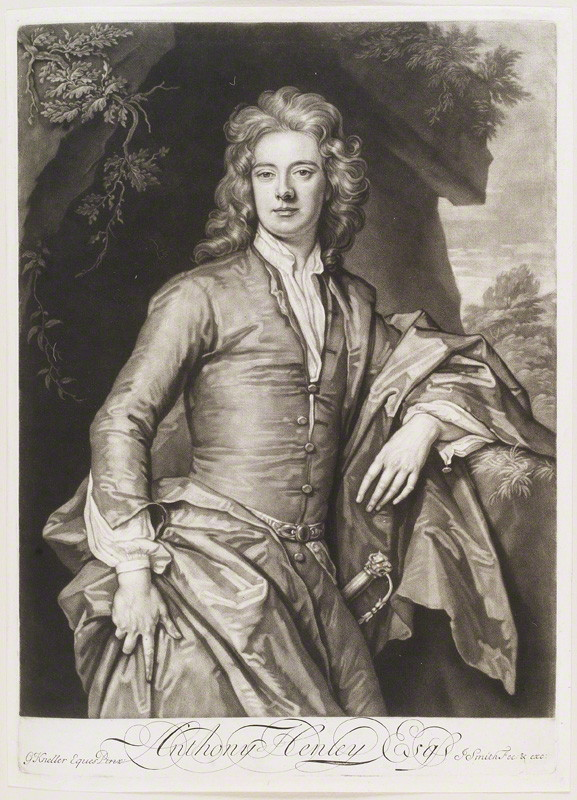
Anthony Henley (1667-1711), manière noire datée 1694, d'après une toile de Kneller : un exemple du remarquable rendu obtenu par Smith.

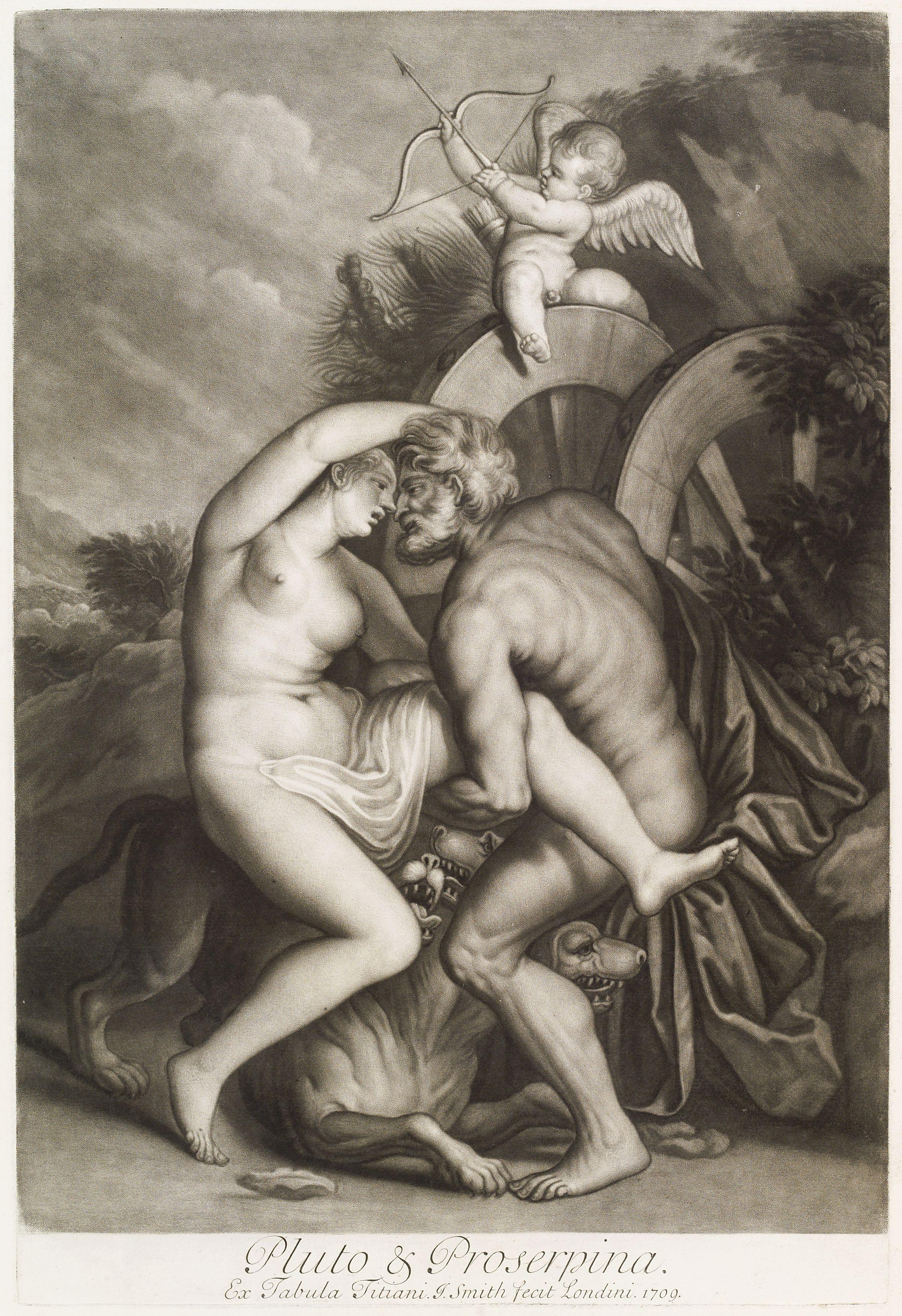
Pluto & Proserpina, issue de la série Loves of the Gods, d'après Le Titien.

John Smith est l'auteur de plus de 500 pièces, la plupart en manière noire, dont environ 300 portraits de personnalités ayant vécu entre les règnes de Charles II d'Angleterre et de George II. Il a entre autres traduit les toiles de Peter Lely, Godfrey Kneller, Willem Wissing, Michael Dahl, John Riley, John Closterman, et Thomas Murray.
Les autres travaux de Smith regardent des scènes religieuses et mythologiques, d'après Le Titien, Le Corrège, Parmigianino, Carlo Maratti, Godfried Schalken, Egbert van Heemskerck, Marcellus Laroon (en) et d'autres.
La plupart des premières gravures de Smith furent vendues par Edward Cooper. En 1700, Smith ouvre boutique à Covent Garden et commence à éditer ses propres cuivres. Smith retire également des plaques de Beckett, Bernard Lens, et d'autres, les retouchant, et parfois, effaçant leurs noms.
L'une des dernières gravures de Smith semble être le portrait du jeune prince William, duc de Cumberland, d'après la toile de Joseph Highmore (1729).
Le stock des plaques de Smith fut en partie récupéré par le marchand John Boydell, qui les retira à un grand nombre d'exemplaires.
En 1696, Godfrey Kneller exécute un portrait peint de Smith et l'offre à ce dernier, qui, sur la toile, tient dans sa main une gravure représentant Kneller. En 1716, Smith traduit lui-même ce portrait en gravure. La mise en abime se poursuit plus tard, quand le graveur Samuel Freeman (1773-1857) traduit cette gravure de Smith.